# Sestava multi-nacionalnih moštev
Multi-nacionalna moštva so globalna moštva, ki so opredeljena z različnimi nacionalnostmi, kulturami in jezikovno raznolikostjo, pojavljajo pa se vseh oblik in velikosti ter tako postajajo bistvena komponenta globalizacije. Globalizacija v vsej večji meri povečuje potrebo po oblikovanju multi-nacionalnih organizacij v sklopu posameznih projektov ter celo posameznih del, tako delo v globalnih moštvih hitro postaja bolj pravilo kot izjema.
Multi-nacionalno moštvo v kontrastu z mono-kulturnimi moštvi zajema razlike med člani, ki so vidne predvsem v jeziku ter interpesonalnimi stili in načini življenja. Tovrstna moštva so vsakodnevno uporabljena za opravljanje posameznih del v obdobju 21. stoletju, za katerega je značilna povečana tekmovalnost, kompleksnost in kulturna raznolikost, zahtevajo pa visoko kakovostno interakcijo ter soodvisnost med zaposlenimi, kar tvori učinkovito moštvo od katerega se pričakuje zagotovljena učinkovitost, produciranje kreativnih iniciativ ter delovanje preko kulturnih in državnih mej. Večje firme tako zaznavajo multikulturna moštva kot atraktiven način spoprijemanja z lokalnimi specifikami, med tem ko dosegajo globalno koordinacijo.
Z oblikovanjem multi-nacionalnih moštev se spreminjo strukture organizacij, ki postajajo vse bolj raznolike, zaradi njih pa se pojavljajo tudi povsem nove. Multi-kulturna (oz. multi-nacionalna) moštva se pojavljajo v dveh oblikah, ki se razlikujejo od kulturno homogenih moštev. Avtorji s povzetjem raziskav opredeljujejo moštva, ki nacionalno heterogene sodelavce združujejo na enem geografskem področju, npr. v enem kraju v eni ustanovi, na drugi strani pa opredeljujejo moštva, ki delujejo v globalno razpršenem virtualnem okolju in postajajo vse bolj uveljavljene oblike organizacije dela ter multi-nacionalnih organizacij.
Ob tolikšnem razširjenju te oblike dela se zdi, da je struktura dela enostavna, a se organizacije srečujejo z več problemi, npr. problem ustvarjanja skupne kulture med različno nacionalnimi zaposlenimi.

## Moštva, ki delujejo na enem geografskem področju
Za tovrstna moštva je značilno, da se posamezni člani razlikujejo v nacionalnostih, vsakodnevno pa se združujejo v posamezni ustanovi, oziroma organizaciji. Ti posamezniki so si različni na različnih področjih, predvsem pa glede ozadja in kulture iz katere izhajajo, kar lahko ustvarja ravnovesje znotraj skupine, lahko pa ga ruši v smislu dominantnosti posameznih kulturnih podskupin, izločevanja članov in podobno. Heterogenost moštva se spreminja z močjo tako imenovanih ”faultlines”, oz. ločnic med posamezniki, ki posameznike delijo na podlagi različnih lastnosti, v največji meri pa na podlagi njihove nacionalnosti. Preko ene ločnice se člani moštva lahko delijo na dve podskupini z več izenačenimi demografskimi značilnostmi, npr. v eno skupino spada mlada Britanka, v drugo pa star Šved. Ta dva se razlikujeta glede na nacionalnost, spol ter glede na starost, kar pomeni, da je med njima ločnica močna. 
Moštvo je znotraj podskupine, ki jo, na podlagi nacionalnosti, starosti in spola, opredeljuje ločnica, manj heterogeno. Število podskupin in korespondenčna moč ločnice med njimi je odvisno od izenačenosti individualnih atributov tipičnih članov posamezne skupine. Bolj kot so demografske značilnosti članov skupine korelirane, manjše bo število podskupin in bolj homogene bodo podskupine, zaradi česar bo ločnica med dvema podskupinama močnejša. Močnejša kot je ločnica med podskupinami, bolj povezani bodo člani znotraj podskupine, rivalstvo med skupinami pa bo večje. Z manj koreliranimi atributi posameznikov, pa bo ločnica med različnimi podskupinami šibkejša, kar bo vodilo do večje heterogenosti na ravni cele skupine.
Razumevanje diferencialnih učinkov znotraj podskupinskih razmejenih z ločnico v multikulturnem moštvu, naj bi prispevalo k izbiri najbolj informiranega načina vodenja, pri čemer je poleg ločnic pomembno upoštevanje tudi statusnih pokazateljev. Zander in Butler  sta povzela študije različnih avtorjev in opredelila statusne pokazatelje na podlagi dveh dimenzij, pri čemer sta pri prvi upoštevala način izraženosti (namigujoč ter izrazen) pri drugi pa tip informacij (ali se nanaša na naloge ali pa na dosežke, oz. kategorije). 
Prva dimenzija razlikuje pokazatelje na podlagi tega na kakšen način so predstavljeni, npr. namigujoči pokazatelji so izraženi preko govora ali simbolov, ki izrecno označujejo posamezno osebo. Zanje je predpostavljeno, da so pod akterjevo kontrolo. 
Druga dimenzija pa razlikuje znake statusov na podlagi tipa informacij, ki jih zagotavljajo, npr. namigovalci, ki so povezani z nalogo in zagotavljajo informacije glede uspešnosti v neposredni interakciji in vključujejo izjave povezane z neposrednimi izkušnjami s podobnimi nalogami. Npr. "Že 20 let sem direktor," ko se ekipa ukvarja s problemom; ali pa "Nisem še imel izkušenj z excelom," ko moštvo oblikuje finančno tabelo (tudi: “Zaupam v svoje sposobnosti” ter “Nalogo znam dokončati”). Statusni pokazatelji povezani z nalogo pa so lahko tudi izrazni in sicer zajemajo fluentnost govora, hitrost govora, očesni stik ipd. Kategorični pokazatelji pa dajo informacijo o tem kdo oseba je in z izraznega vidika vključujejo aspekte kot so naglasi, spol, slovnica, barva kože, z namigovalnega vidika pa izjave kot so: "Sem katolik. Diplomiral sem na Filozofski fakulteti. Doktorat sem dokončal na Londonski šoli. Že 20 let sem marketinški direktor.” 
Ti statusi se kažejo znotraj ekipne interakcije. Na podlagi kombinacije statusnih pokazateljev, se do posameznikov oblikujejo posamezna pričakovanja, ki so lahko konsistentna, lahko pa tudi niso. Konsistentna so v primeru šibke izraženosti namigujočih pokazateljev usmerjenih na nalogo ter močne izraženosti izraznih pokazateljev usmerjenih na kategorije. Nekonsistentna pa so v močno/šibki kombinaciji namigujočih pokazateljev usmerjenih na kategorije ter močno/šibkih ekspresivnih pokazateljev usmerjenih na naloge. Ker pomagajo oblikovati pričakovanja, so pokazatelji statusa pomembni predvsem v kratkotrajnih moštvih, saj imajo člani malo drugih informacij na podlagi katerih bi evaluirali drug drugega, z njihovo pomočjo pa hitro oblikujejo pričakovanja do dela drugih oseb.
Znotraj multi-nacionalnega moštva sta stopnja moči ločnice med posamezniki ter konsistentnost pričakovanj do posameznikov lahko uporabljena pri izbire primernega modela vodenja, saj upoštevata izzive do katerih v tovrstnih moštvih prihaja.

#### Vrsta vodenja glede na obliko moštva
Ko je znotraj moštva močna ločnica, ki deli posameznike v dve podskupini, hkrati pa obstajajo konsistentna pričakovanja do posameznikov znotraj podskupin, se med njimi namesto kolaborativnih prizadevanj, aktivira rivalstvo, kar lahko zlahka privede do karakteriziranja dela v ekipi. Konsistentna pričakovanja do posameznikov vodijo do oblikovanja hierarhičnih skupin in okrepitev enega samega vodilnega. Tako mora vodja imeti sposobnosti, da obvladuje tekmovalnost med njimi. V ekipah za katere je značilna taka kompozicija, je najboljši en sam vodja, saj deljeno vodstvo lahko še bolj polarizira dve močni podskupini. 
Ko pa je med moštvom močna ločnica, pričakovanja pa so nekonsistentna, se oblikujejo manj hierarhične skupine z bolj enakopravnim delovnim kontekstom za katerega je efektivnejše vodenje v paru. Vodenje v paru bi v tem primeru preprečilo vsak konflikt, preden bi se ta sploh razvil, daj bi dve vodji združili svojo avtoriteto. 
Če še na drug način povežemo komponenti, lahko opredelimo tip moštva pri katerem so ločnice šibke, kar vodi do heterogenejše skupine, ki pa posledično vodi k pozitivnem efektom kot so fokusiranje na naloge in omogočanje, da člani moštva prispevajo k ustvarjalnosti; v teh moštvih so pričakovanja do posameznikov, na podlagi statusnih pokazateljev, konsistentna, kar implicira na bolj hierarhično sestavo moštva. To je tip moštvenega konteksta pri katerem je lahko uporabljeno rotirano vodenje v polnem potencialu, saj hierarhično namestitev omogoča nemoteno izmenjavo med starejšimi in mlajšimi voditelji. S fokusom na nalogah in ustvarjalnostjo pa bodo mlajši učinkovitejši. 
Naslednja kombinacija pa opisuje moštvo v katerem je ločnica šibka, kar producira heterogenost moštva. Skupaj z nekonsistentnimi pričakovanji do posameznikov, glede statusnih namigov, skozi najpomembnejše statusne karakteristike (npr. ženska zdravnica, ki dela z moško medicinsko sestro), nastavitev ekipe postane bolj enakopravna, kar je temelj za učinkovito deljeno vodenje. Člani tako ne bodo preusmerjeni z naloge glede na hierarhično strukturo ali ločnico med podskupinami in bodo tako s svojimi različnimi perspektivami, znanji prispevali k uspešnemu organizacijskemu vedenju.
Multikulturna moštva so lahko močno heterogena, lahko pa se znotraj moštva oblikujejo podskupine, ki so zaradi medsebojne podobnosti močne. Za izbiro najprimernejšega načina vodenja ter uspešnost moštva je tako pomembno upoštevanje tako kompozicije glede moči ločnice med posamezniki, kot statusnih pokazateljev. Na tem mestu pa se pojavi omejitev, saj preference ter tolerance različnih načinov vodenja variirajo preko držav.

##### Vodenje multikulturnih moštev
Zaradi vse večje pogostosti večkulturnih projektov je vodenje multikulturnih društev postal pomemben aspekt vodenja znotraj “human resources”. Avtorji (Crevani, Lindgren, & Packendorff, 2009; Morgeson, DeRue, & Karam, 2010, v) so se namesto na vodje, usmerili na vodenje ter identificirali načine vodenja. Tako tudi Morgeson idr. (2010, v) opozarjajo na to, da so tradicionalni pogledi, ki se nanašajo na vodjo ter njegovega podrejenega, namesto na vodjo ter dinamiko moštva; pretirano predstavljeni in ne povečujejo razumevanja vodenja moštva. 
Pomembno je, da se osredotočimo na način vodenja, ne pa na vodje. Pomembne so predvsem praksa, proces ter interakcija (Crevani in drugi, 2009, v). Zadnjih 50 let je tako v ospredju ideja kolektivnega vodenja.
Uporabljeni sta lahko dve vrsti vodenja - fokusirane/razpršene vodstvene aktivnosti (praksa in funkcije) ter vertikalna/horizontalna vodstvena avtoriteta (avtoriteta odločitev). Na podlagi avtorjev (Gibb, 1954; Pearce in Sims, 2002, v) lahko identificiramo štiri modele, ki izhajajo iz tega: samostojno vodenje, vodenje v paru, rotirano vodenje in deljeno vodenje.
Single leadership ali samostojno vodenje temelji na tem, da odločitve sprejema en posameznik, prav tako so funkcije in aktivnosti osredotočene na tega posameznika. Ta način vodenja je zanimiv za multikulturna moštva in je povezan z uspešnostjo ter dosežki moštva, predvsem kadar naloge zahtevajo visoko soodvisnost ter sodelovanje in kadar so vodje fokusirane na vodstvena vedenja kot so opolnomočenje, svetovanje, spremljanje in podajanje povratnih informacij. 
Paired leadership ali kombinirano vodenje je vodenje, pri katerem je funkcija vodenja fokusirana na dva posameznika, ki si delo navadno delita. Oba imata vpliv ter sodelujeta pri sprejemanju odločitev. Tovrstne vodje so navadno zadolžene za upravljanje s kulturno raznolikostjo. Vsak vodja prevzame različne aktivnosti, ki jih individualno izvaja z nacionalno različnimi posamezniki, v skupini pa si odgovornost delita oba. 
Rotirano vodenje je razdeljeno med malo skupino članov moštva. Pri teh članih je skupna avtoriteta za sprejemanje odločitev odsotna, saj se avtoriteta giblje od enega do drugega člana moštva. Pri delu je vedno en glaven, a se vloge spreminjajo. 
Deljeno vodenje pa je stil za katerega je značilno, da vsi člani moštva sodelujejo pri vodenju, iz česar sledi, da vodenje izhaja iz skupine .

## Moštva, ki delujejo v globalno razpršenem virtualnem okolju
Člani moštva lahko delujejo tudi preko časovnih in prostorskih mej, v katerih je večino časa odsotna konkretna fizična interakcija. Njihov namen je koordinacija aktivnosti za dosego skupnih ciljev iz različnih lokacij okoli sveta. Kot povzemajo Zander, Mockaitis in Butler, v zadnjem desetletju tehnološkega razvoja, globalna virtualna moštva, definirana kot nacionalno, geografsko in kulturno raznolika, ki komunicirajo zgolj preko elektronskih medijev, prihajajo v ospredje organizacijskih inovacij. 
Virtualni kontekst, zahteva sodelovanje med posamezniki, predvsem med tistimi, ki živijo kilometre narazen, pri čemer je za njihovo polnopomensko in koherentno aktivnost bistvena dobra komunikacija. Komunikacija na tem mestu predstavlja profesionalen proces pri katerem so uporabljeni pripomočki ter regulacije z namenom, da se podatkovna komunikacija izboljša, hkrati pa je socialen proces izmenjave informacij med posamezniki. Komunikacija poteka preko spleta, kar omogoča geografsko razpršenemu moštvu, da naloge opravlja hitreje ter z večjo učinkovitostjo, saj omogoča dostop do najboljši, najustreznejših virov, ljudi ter lokacij po svetu.

### Vodja virtualnega moštva
Ker vsak član moštva živi v svojem, relativno izoliranem geografskem okolju, je fizično srečanje z vodjo v tovrstnem moštvu pogosto onemogočeno. Avtorji  povzemajo, da se posledično vodje spopadajo z izzivi vzdrževanja komunikacije, vzpostavljanjem odnosov, reševanjem konfliktov, oblikovanja in vzdrževanja zaupnosti. Kljub temu, da je vodja fizično odsoten, se člani moštev preko daljave nanj zanašajo glede vodenja ter podajanja smernic in inspiracij. Tovrstni vodja mora v prvi vrsti imeti odlične asinhrone komunikacijske sposobnosti, za to pa mora biti še posebno učinkovit v sinhroni komunikaciji, s čimer imamo v mislih komunikacijo ob fizični prisotnosti vseh udeležencev, saj so priložnosti za tovrstno komunikacijo omejene. Pomembna kompetenca, ki jo mora vodja globalnega virtualnega moštva imeti je tudi tehnološka izobraženost ter sposobnost združevanja tehnologije glede na specifične zahteve moštva in njihovih nalog (npr. bogata - pusta komunikacijska sredstva). Bistvena kompetenca pa se nanaša na kulturno občutljivost ter dostopnost do članov, ki prihajajo z raznolikih okolij in cenijo različne vrednote.

## Člani moštva
Kulture se med seboj razlikujejo v pričakovanjih, vrednotah, nekatere pa tudi v dojemanju časa. Avtor Hall (1959, v) je tako oblikoval koncept monokronih in polikronih kultur, pri čemer je za monokrone značilno, da se istočasno osredotočajo zgolj na eno aktivnost, za polikrone pa je značilno obvladovanje več nalog hkrati, oziroma paralelno izvajanje več aktivnosti, brez ozira na potrebno realizacijo enega pred začetkom drugega. Znotraj organizacije lahko ob srečanju pripadnikov obeh kultur pride do spora, saj lahko pripadniki monokrone kulture narobe razumejo delo predstavnikov polikrone kulture. To se lahko kaže v okviru vodenja, kadar vodja čas dojema z monokronega vidika, delavci pa s polikronega. Ob neupoštevanju različnega kulturnega časovnega dojemanja, to privede vodjo do občutka, da je znotraj skupine potrebna striktnejša kontrola, čeprav je drugačno delo lahko posledica kulture, ne pa posameznikovih osebnostnih lastnosti. Člani znotraj multi-nacionalnega moštva se lahko razlikujejo tudi glede na zaznavo potrebe po kontroli ter koordinaciji ter glede na interpretacijo ter odziv na te procese. Npr. višja stopnja relativno bližnjega nadzora je pričakovana v maskulinih kulturah, ki strmijo k uspehu in napredku, na podoben nadzor pa se v bolj egalitarnih in femininih kulturah, ki večji poudarek dajejo skrbnosti, odzivajo z uporom ter zamerami. Različne percepcije primernega nadzora ter poročanja lahko tako vodijo v na naloge nanašajoče se konflikte, preprečijo pa relacijske konflikte, npr. motivacijske in konflikte zaupanja.

## Učinkovitost moštva
Znotraj multi-nacionalnih moštev, različni avtorji navajajo nujno potrebne posamezni procesi, ki zagotavljajo njegovo efektivnost. Eden izmed pomembnih dejavnikov je kulturna inteligentnost, ki se nanaša na posameznikovo sposobnost prilagajanja novemu kulturnemu okolju in je konsistentna z multiplimi pristopi inteligentnosti k individualnim razlikam. Drug pomemben aspekt, ki je pomemben v doseganju uspešnosti multi-nacionalnega moštva pa predstavlja pojem hibridne, skupne kulture. Zanjo so značilna poenostavljena pravila, akcije, pričakovanja glede delovne uspešnosti ter skupna prepričanja, ki si jih več-nacionalni člani znotraj interakcije delijo. Moštvo oblikuje tovrstno kulturo odvisno od sposobnosti oblikovanja in vzdrževanja štirih karakteristik: cilji (usklajeni glede na strukturo podjetja in sistema), vloge (vloge vodje, sposobnosti), pravila socialne interakcije (upravljanje, proces facilitacije) in z nalogi povezano opazovanje in poročanje (komunikacija, odločanje). 
Cilji so prva, bistvena karakteristika, ki doprinese k uspešnosti multi-nacionalnega moštva, pri čemer gre za skupno usmerjenost članov, k istemu cilju. To je pomembno predvsem zaradi tega, saj je za kompleksno sestavljeno moštvo, značilno kompleksno delo. Posamezniki tako delajo neodvisno od drugih, ter kreirajo in sledijo lastnim ciljem, kar onemogoča uspešnost moštva.
Avtorji nekaterih raziskav so dokazali, da so uspešnejši člani znotraj moštva, v katerem so definirani nameni in smeri dela, kot pa člani moštev v katerih so cilji porazdeljeni med posamezniki. Drugi avtorji pa so se osredotočili na pomembnost vlog, ki jih posamezniki pri delu prevzemajo. Lau in Murnighan (1998, v) sta predpostavila, da demografske ločnice, oz. mejniki med posamezniki definirajo vpliv karakteristik posameznikov na uspešnost moštva. Ločnice so, kot že zgoraj omenjene hipotetične razmejitvene linije, ki delijo skupino v podskupine, glede na enega ali več atributov. V smislu multi-nacionalnih moštev je teh atributov več, osrednji pa je nacionalnost, ki deli med posamezniki. Na podlagi te delitve, dobijo podskupine identitete, ki temeljijo na pričakovanih vlogah znotraj funkcioniranja v moštvu, natančneje: psihološki navezanosti in predanosti moštvu. Ljudje oblikujejo navezanost na skupino glede na zaznane podobnosti osebnih karakteristik. 
Pomembna karakteristika, ki vodi do uspešnosti multi-nacionalnega moštva pa temelji na definiranih pravilih in socialni interakciji in vodi v oblikovanje hibridne kulture znotraj moštva. Člani teh moštev imajo predvsem različne vrednote ter pričakovanja glede primernih socialnih interakcij, zaradi česar je pomembno, da se znotraj moštva oblikujejo jasna pravila, ki so lahko znotraj le teh zelo kompleksa. Ta pravila predstavljajo smernice za akcije. Pravila, ki opredeljujejo interakcije ter dinamiko dela med posamezniki, ustvarjajo socialni kontekst, ki vpliva na funkcioniranje ter uspešnost moštva. Z razvojem odnosov skozi različne interakcije, vsako moštvo oblikuje sebi lastno kulturo. Ta hibridna kultura vpliva na kognitivni in motivacijski proces. Pravila, kako naj posamezni člani poistovetijo z drugimi, distribucija omejenih virov ter socialna interakcija so pomembni faktorji pri ustvarjanju dobrega okolja znotraj moštva. Če so ta pravila inkonsistentna ter dvoumna, člani ne bodo zaupali drug drugemu ter bodo razvijali konflikte.

#### Pozitivni vidiki oz. uspešnost
Oblikovanje tovrstnih moštev je smiselno zaradi pozitivnih efekotv, ki jih le ta prinašajo. Earley in Mosakowski (2000, v) navajata, da multi-kulturna moštva prekosijo mono-kulturna, predvsem kadar delo zahteva multiple presoje ter sposobnosti. Upravljanje kulturnih sestav multi-kultirnih moštev je potrebno za doseganje pozitivnih rezultatov ekipe. Uspešnost moštva pa je odvisna tudi od integracije moštva ter njegove usklajenosti s cilji projekta, oz. posameznega dela (Baiden, 2006; Cheng idr., 2006; Chervier, 2003; Kumaraswamy idr., 2004; Ochieng, 2008, v).
Kompozicija moštva ima vpliv na učinkovitost le tega (Morgeson idr., 2010, v). Kompozicija je pogosto dana, ni izbira.

#### Negativni vidiki oz. neuspešnost
Metaanalitična študija, ki jo navajata Zander in Butler kaže na to, da kulturna raznolikost vodi k izgubam, saj se v multi-nacionalnem moštvu zniža socialna integracija, povečajo pa se konflikti. Na drugi strani pa vodi tudi do rasti procesa uspešnosti, saj se poveča kreativnost moštva ter zadovoljstvo članov.
Bistvena ovira za uspeh se je pokazalo različno dojemanje ter različen odnos kultur do hierarhije ter avtoritete ter konfliktnost norm pri sprejemanju odločitev. Maznevski in Zander sta tako predlagala kombinacijo individualiziranega vodenja z vsakega člana moštva posebej ob hkratni identifikaciji skupnih moštvenih norm.
1. 1 2 3 4 5 6 7 8  Zander, L., Mockaitis, A. I. in Butler, C. L. (2012). Leading global teams. Journal of World Business, 47, 592-603.
2. 1 2 3 4  Snow, C. C., Snell, S. A., Canney Davison, S., & Hambrick, D. C. (1996). Use transnational teams to globalize your company. Organizational Dynamics, 24(4): 50–67.
3. ↑  DiStefano, J. J., & Maznevski, M. L. (2000). Creating value with diverse teams in global management. Organizational Dynamics, 29(1), 45—63.
4. 1 2 3 4 5 6 7 8 9 10 11 12 13 14 15 16 17 18 19  Zander, L. in Butler, C. L. (2010). Leadership modes: Success strategies for multicultural teams. Scandinavian Journal of Management, 26, 258-267.
5. 1 2 3 4 5  Ochieng, E. G. in Price, A. D. F. (2010) Managing cross-cultural communication in multicultural construction project teams: The case of Kenya and UK. International Journal of Project Management, 28, 449-460.
6. ↑  Maloney, M. M. in Zellmer-Bruhn, M. (2006). Building bridges, windows, and cultures: Mediating mechanisms between team heterogeneity and performance in global teams. Management International Review, 46: 697–720.
7. 1 2 3 4 5 6  Earley, P. C., & Mosakowski, E. (2000). Creating hybrid team cultures: An empirical test of transitional team functioning. Academy of Management Journal, 43, 26–49.
8. 1 2  Lau, D. C., & Murnighan, J. K. (1998). Demographic diversity and faultlines: The compositional dynamics of organizational groups. Academy of Management Review, 23(2), 325—340.
9. 1 2 3  Carson, J. B., Tesluk, P. E in Marrone, J. A. (2007). Shared leadership in teams. An investigation of antecedent conditions and perfor- mance. Academy of Management Journal, 50(5), 1217—1234.
10. 1 2  Adams, S. J. in Van Eerde, W. (2012). Polychronicity in modern Madrid: An interview study. Time & Society, 21(2) 175–202.